# Бертольд Рейсенсбургский
Бертольд (Перхольд) Рейсенсбургский (нем. Berthold (Perchtold) von Reisensburg; ок. 930/935 — ок. 999) — пфальцграф Баварии в 955—976 годах, граф Гайзенфельда и Вассербурга, единственный известный по источникам сын пфальцграфа Арнульфа.
Бертольд известен тем, что, выступая на стороне вторгшихся в Германию венгров, сражался на их стороне в битве на реке Лех. Позже он смог вернуть расположение императора Оттона I, но после смерти того за участие в восстании герцога Баварии Генриха II Строптивого был лишён большей части владений. К Бертольду возводят происхождение графов Диссена и Андексской династии.

## Биография
От неизвестной по имени матери, которая, вероятно, была родом из Швабии, Бертольд, возможно, унаследовал замок Рейсенбург около Гюнцбурга, получив от него своё прозвище.
Точный год рождения Бертольда неизвестен. Впервые в источниках он появляется в 953 году. В этом году против короля Оттона I восстали герцоги Швабии Людольф и Лотарингии Конрад Рыжий. К этому восстанию, желая получить Баварское герцогство, присоединился и отец Бертольда, пфальцграф Баварии Арнульф, с братом Германом и троюродным братом, архиепископом Зальцбурга Герольдом. В восстании принимал участие и Бертольд. Мятежникам удалось захватить бо́льшую часть герцогства правителя Баварии Генриха I, в том числе, и столицу Баварии Регенсбург. Королевская армия осадила Регенсбург, но Арнульф не вступал в открытое сражение, предпочитая вылазки против короля. В итоге Оттон был вынужден снять осаду.
Вскоре в Баварию вторглись венгры, что вынудило баварцев заключить временное перемирие с королём. Перемирие закончилось 15 июня. На рейхстаге, который прошёл 16 июня 954 года в Лангенценне под Фюртом, некоторые представители знати, включая Конрада Лотарингского, примирились с королём. Однако Арнульф и Людольф отказались подчиниться и отправились в Регенсбург. Около города их настигла армия, которой командовал маркграф Геро. 24 июля произошла битва, во время которой Арнульф был убит. Восстание было подавлено.
В 955 году на территорию Баварии снова вторглись венгры и осадили Аугсбург. Осада затянулась, что дало возможность королю Оттону I собрать конницу и выступить к осаждённому городу. Ряд источников сообщает, что именно Бертольд предупредил венгров о приближении королевской армии. Узнав об этом, венгры отступили к реке Лех, около которой 10 августа произошла знаменитая битва, окончившаяся разгромом венгров.
Бертольд принимал участие в битве на реке Лех, сражаясь на стороне венгров. Оттон Фрейзингский в своей «Хронике» сообщает, что Бертольд погиб во время битвы. Однако Бертольд упоминается в акте, датированным 976 годом, на основании чего современные исследователи предполагают, что хронист, писавший своё произведение в XII веке, ошибся.
Несмотря на своё предательство, Бертольд каким-то образом смог вернуть расположение Оттона I: поздние источники сообщают, что он носил титул пфальцграфа Баварии. Однако в 974 году Бертольд принял участие в восстании герцога Баварии Генриха II Строптивого против императора Оттона II. После подавления восстания 21 июля 976 года Бертольд был лишён титула пфальцграфа, сохранив только незначительные владения в верховье Изара — Гайзенфельд и Вассербург. После этого Бертольд больше не упоминается в источниках.
Бертольд умер около 999 года, 26 августа.

## Брак и дети
Имя жены Бертольда по источникам неизвестно, однако установлено, что она была дочерью герцога Верхней Лотарингии Фридриха I от брака с Беатрис, дочерью герцога Франции Гуго Великого.
Вопрос о детях Бертольда остаётся дискуссионным. В современных Бертольду документах наличие у него детей не упоминается. Поскольку его отец, пфальцграф Арнульф, построил замок Шейерн, который был центром владений рода графов Шейерна (позже получившего название Виттельсбахов), то именно Бертольд долгое время считался их предком. Об этом, в частности, сообщает, Оттон Фрейзингский. Однако документального подтверждения происхождения графа Оттона I фон Шейерн (первого достоверно известного предка Виттельсбахов) не установлено: существуют и другие теории его происхождения. Также к Бертольду выводят происхождение графов Диссена и Андексской династии.
На основании поздних источников предполагается, что детьми Бертольда могли быть:
- Дитрих I (ум. ок. 1020), граф Вассербурга
- Фридрих I (ум. ок. 1030), граф Андекса, родоначальник графов Диссена и Андексской династии
- дочь; муж: Рапото III (Рацо) (ум. 19 июня около 1050), граф Диссена